# خاندان والوآ-بورگوندی
خاندان والوآ-بورگوندی (فرانسوی: Maison de Valois-Bourgogne‎ , هلندی: Huis van Valois-Bourgondië) یا خاندان جوان بورگوندی، یک خانواده اصیل‌زاده فرانسوی بود که از خاندان سلطنتی والوآ سرچشمه می‌گرفت. این خاندان از خاندان کاپتی بورگوندی، از نوادگان روبر دوم، پادشاه فرانسه، متمایز است، اگرچه هر دو خاندان از دودمان کاپت سرچشمه می‌گیرند. آنها از سال ۱۳۶۳ تا ۱۴۸۲ بر دوک‌نشین بورگونی و بعداً بر سرزمین‌های وسیعی از جمله آرتوآ، فلاندر، لوکزامبورگ، هاینو، ناحیه پفالتس بورگوندی (فرانش-کونته) و سرزمین‌های دیگر از طریق ازدواج حکومت کردند، و آنچه را که امروزه به آن ایالت بورگوندی می‌گویند، تشکیل دادند.
اصطلاح «والوآهای دوک بورگوندی» برای اشاره به سلسله‌ای به کار می‌رود که پس از اعطای این دوک‌نشین توسط ژان دوم، پادشاه فرانسه به کوچکترین پسرش فیلیپ جسور در سال ۱۳۶۳ آغاز شد.
در طول جنگ صدساله، دوک‌ها با عموزاده‌های سلطنتی خود رقابت کردند و تعداد زیادی از تیول‌های فرانسوی و امپراتوری را تحت حکومت خود متحد کردند. با این حال، زمانی که آخرین دوک، شارل جسور، جرقه جنگ‌های بورگوندی را برانگیخت و در نبرد نانسی در سال ۱۴۷۷ کشته شد، برنامه‌های آنها برای ایجاد یک پادشاهی خودمختار در نهایت شکست خورد. آخرین فرمانروای این سلسله دختر شارل جسور، ماری بود. زمین‌های او در خارج از فرانسه به پسر بزرگش فیلیپ زیبا رسید تا به هلند هابسبورگ تبدیل شود، در حالی که خود دوک‌نشین بورگونی به پادشاهی فرانسه بازگشت. ماری در سال ۱۴۸۲ درگذشت و به این ترتیب خاندان والوآ-بورگوندی پایان یافت.

## تاریخ
پادشاهی بورگوندی سابق فرانک به دو بخش فرانک خاوری و فرانک باختری بر اساس پیمان وردون در سال ۸۴۳ تقسیم شده بود. در حالی که بخش شرقی به پادشاهی بورگوندی-آرل که شامل کنت‌نشین آزاد بورگوندی تکامل یافت و در سال ۱۰۳۲ به امپراتوری مقدس روم ملحق شد، دوک‌نشین غربی بورگوندی که در سال ۹۱۸ توسط ریچارد قاضی تأسیس شد، در سال ۱۰۰۲ به عنوان یک شاه‌نشین سلطنتی فرانسه خاندان کاپت در زمان پادشاه روبر دوم تبدیل شد. برای برآورده کردن خواسته‌های اشراف بورگوندی برای خودمختاری، پادشاه روبرت پسر دوم خود آنری را در حدود سال ۱۰۱۶ به عنوان دوک بورگوندی منصوب کرد. عنوانی که پس از اینکه آنری جانشین پدرش به عنوان پادشاه فرانسه شد، در سال ۱۰۳۱ به برادر کوچکترش روبر یکم و نوادگانش رسید.
وقتی دوک فیلیپ یکم در سال ۱۳۶۱ و قبل از اینکه بتواند با مارگارت دامپیره وارث کنت لوئی دوم فلاندر ازدواج کند، درگذشت، خاندان کاپتی بورگوندی منقرض شد. پس از آن دوک‌نشین بورگونیه با فرانسه تحت عنوان سرزمین تاج تحت فرمان پادشاه والوآ، ژان دوم، متحد شد. با این حال، اندکی بعد، چهارمین پسر ژان، فیلیپ جسور، دوک‌نشین بورگونیه را به عنوان آپاناژ از دست پدرش دریافت کرد.

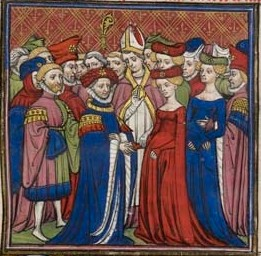
ازدواج فیلیپ جسور و مارگارت فلاندر، اواخر قرن ۱۴

فیلیپ جسور از سال ۱۳۶۳ تا ۱۴۰۴ به عنوان دوک فیلیپ دوم بورگوندی حکومت کرد. در سال ۱۳۶۹ او با مارگارت دامپیر بیوه ازدواج کرد و هنگامی که پدرشوهرش کنت لوئی دوم از فلاندر در سال ۱۳۸۴ درگذشت، نه تنها در فلاندر جانشین او شد بلکه کنت‌نشین‌های آرتو، رتل، نور را هم صاحب شد، اما کنت‌نشین آزاد بورگوندی، به یک تابع مستقیم از امپراتور مقدس روم تبدیل شد. سال بعد او ازدواج دوگانه‌ای را ترتیب داد که طی آن، پسر و وارثش ژان بی‌باک با مارگارت ویتلسباخ، دختر دوک آلبرت و خواهر شاهزاده ویلیام دوم بایرن، که خود با مارگارت دختر فیلیپ ازدواج کرد. پیش از این پس از مرگ پادشاه شارل پنجم در سال ۱۳۸۰، فیلیپ به همراه دوک لوئی یکم آنژو و دوک ژان بری به عنوان نایب السلطنه برای پسر خردسالش شارل ششم عمل کرده بود. از آنجایی که شارل ششم از اختلال روانی فزاینده رنج می‌برد، فیلیپ سعی کرد نفوذ خود را در سراسر پادشاهی فرانسه گسترش دهد که با مقاومت شدید برادر کوچکتر پادشاه، دوک لوئی یکم اورلئان مواجه شد.
دوک ژان بی‌باک که در فلاندر بزرگ شد، در سال ۱۴۰۴ جانشین پدرش شد و میراث مادرش مارگارت دامپیر را با دوک‌نشین بورگونیه متحد کرد. او با واگذاری کنت‌نشین‌های فرانسوی نورس و رتل به برادران کوچکترش فیلیپ دوم و آنتونی، یک سیاست اره‌ای ماهرانه را برای ایجاد دامنه آغاز کرد. در حالی که سرزمین‌های فرانسه توسط جنگ صد ساله علیه پادشاهی انگلستان ویران شده بود. او مانند پدرش با پسرعموی خود لوئی یکم، دوک اورلئان که او را در سال ۱۴۰۷ ترور کرده بود، درگیر شد. تنش‌های باقیمانده با مأموران اورلئان به جنگ داخلی فرانسه منجر شد، که در آن دوک ژان با هنری پنجم پادشاه انگلستان متحد شد و در سال ۱۴۱۸ پاریس را اشغال کرد، اما سال بعد توسط رهبر حزب آرمانیاک در یک کمین فریب خورد و به قتل رسید.

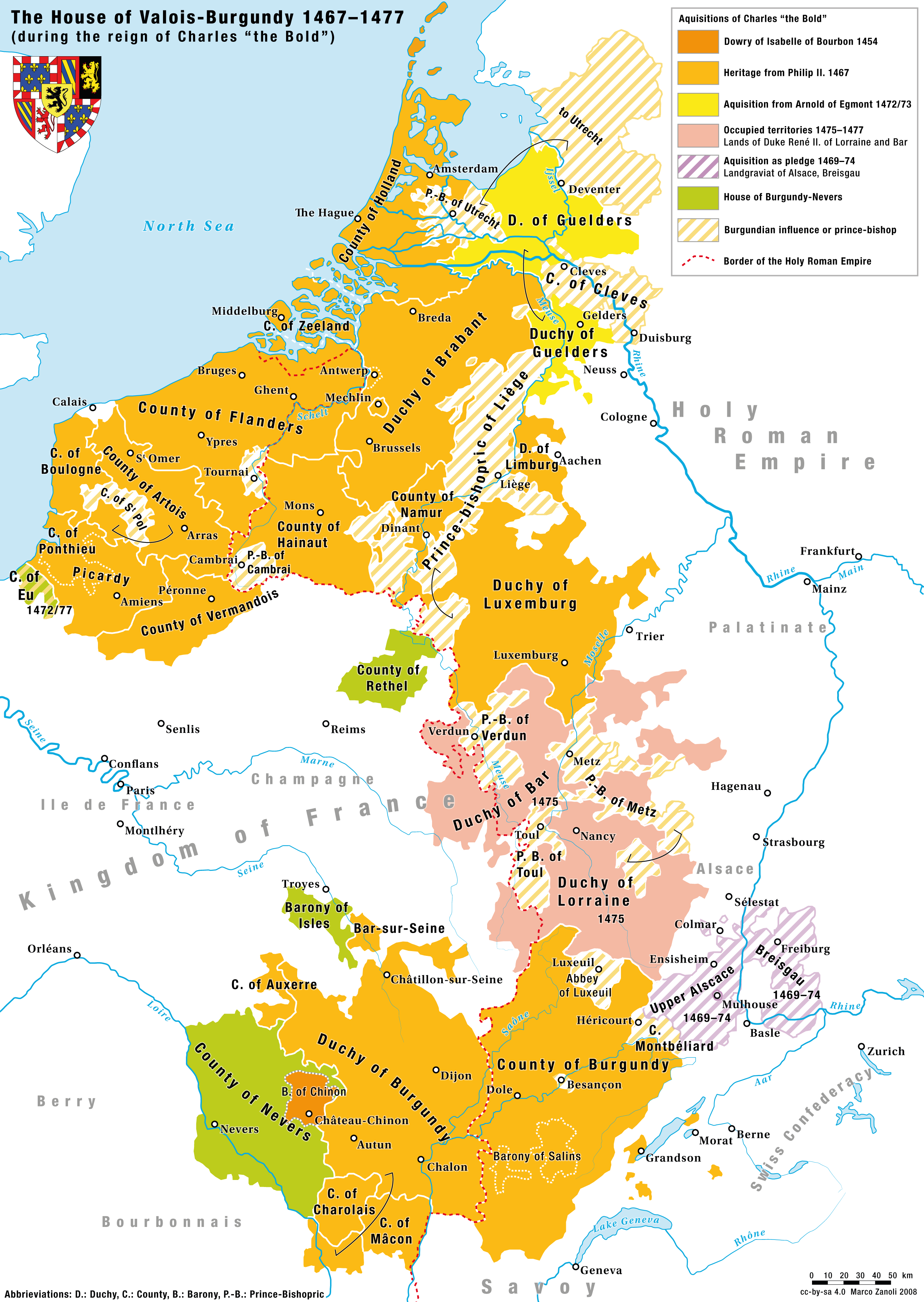
دارایی‌های بورگوندی تحت حکومت دوک شارل جسور ۱۴۶۵–۱۴۷۷

پسر ژان بی‌باک، فیلیپ نیک، دوک بورگوندی از سال ۱۴۱۹، با امضای پیمان تروا در سال ۱۴۲۰ علیه «دوفن فرانسه» شارل هفتم، اتحاد پدرش را با پادشاه انگلستان هنری پنجم تجدید کرد. او ابتدا بر گسترش قلمروهای بورگوندی، به دست آوردن جانشینی در امپراتوری کنت‌نشین نامور در ۱۴۲۱ (از ۱۴۲۹) و جانشینی پسرعموی خود دوک فیلیپ سن پل در دوک‌نشین‌های امپراتوری برابانت و لیمبورگ تمرکز کرد. او همچنین میراث باواریا-استراوبینگ مادرش مارگارت ویتلسباخ و عمویش دوک جان سوم بایرن-استراوبینگ را تضمین کرد. در سال ۱۴۳۵ کنگره آراس دوک فیلیپ، فرمانروایی پادشاه شارل هفتم فرانسه را تصدیق کرد و به نوبه خود به استقلال رسمی سرزمین‌های بورگوندی از ولیعهد فرانسه رسید. در سال ۱۴۴۱ او همچنین دوک‌نشین لوکزامبورگ را از آخرین دوشس سلطنتی الیزابت گورلیتز خرید.
دوک والوآ-بورگوندی شارل جسور، تصویر ایده‌آل از یک دوک شوالیه، خود را در درگیری‌های مسلحانه فرسوده کرد. با خرید خلدرز، هلند بورگوندی به بیشترین حد خود رسید. برنامه‌های شارل برای رسیدن به ظهور سلسله خود در مذاکرات با امپراتور هابسبورگ فریدریش سوم در مورد ارتقاء او به «پادشاه بورگوندی» و مذاکره در مورد ازدواج دخترش ماری با پسر فریدریش، آرشیدوک ماکسیمیلیان اتریش به اوج رسید. چارلز که از اکراه امپراتور خشمگین شده بود، محاصره ناموفق نیس را در سال ۱۴۷۴ و در جنگ‌های بورگوندی علیه دوک‌نشین لورن و کنفدراسیون سوئیس آغاز کرد. در نتیجه، زمانی که شارل در نبرد نانسی در سال ۱۴۷۷ کشته شد، دوک‌های والوآ-بورگوندی در نسل مردان منقرض شدند.
میراث بورگوندی به ماکسیمیلیان دوک هابسبورگ رسید که هفت ماه پس از مرگ پدرش با ماری بورگوندی ازدواج کرد و توانست از ادعاهای مطرح شده توسط پادشاه لوئی یازدهم در سال ۱۴۷۹ نبرد گینه گیت (۱۴۷۹) جلوگیری کند. پادشاه فرانسه فقط می‌توانست دوک‌نشین بورگونیه، آرتوآ، و تیول‌های سابق بورگوندی در پیکاردی را تصرف کند. خاندان هابسبورگ به‌طور ناگهانی به یک سلسله سلطنتی در مقیاس اروپایی ارتقا یافت، اما به قیمت قرن‌ها رقابت فرانسه و هابسبورگ.